# Ski-Orientierungslauf-Weltmeisterschaften 2007
Die 17. Ski-Orientierungslauf-Weltmeisterschaften fanden vom 23. Februar bis 3. März 2007 in der Gegend um Moskau, Russland statt.

## Herren

### Sprint
| Platz | Land | Athlet             | Zeit      |
| ----- | ---- | ------------------ | --------- |
| 1     | RUS  | Eduard Chrennikow  | 14:20 min |
| 2     | RUS  | Wadim Tolstopjatow | 14:33 min |
| 3     | FIN  | Staffan Tunis      | 15:00 min |
| 4     | RUS  | Andrei Gruzdew     | 15:15 min |
| 5     | SWE  | Erik Rost          | 15:17 min |
| 6     | SWE  | Tomas Löfgren      | 15:19 min |

Titelverteidiger:  Matti Keskinarkaus

Länge: 3,84 km

Höhenmeter: 90

Posten: 16

Teilnehmer: 70

### Mitteldistanz
| Platz | Land | Athlet             | Zeit      |
| ----- | ---- | ------------------ | --------- |
| 1     | RUS  | Eduard Chrennikow  | 46:56 min |
| 2     | FIN  | Staffan Tunis      | 47:11 min |
| 3     | RUS  | Kirill Wesselow    | 47:36 min |
| 4     | FIN  | Matti Keskinarkaus | 47:57 min |
| 5     | RUS  | Andrei Lamow       | 48:09 min |
| 6     | SWE  | Tomas Löfgren      | 41:48 min |

Titelverteidiger:  Ruslan Grizan

Länge: 11,48 km

Höhenmeter: 265

Posten: 29

Teilnehmer: 71

### Langdistanz
| Platz | Land | Athlet             | Zeit      |
| ----- | ---- | ------------------ | --------- |
| 1     | RUS  | Eduard Chrennikow  | 1:26:49 h |
| 2     | RUS  | Kirill Wesselow    | 1:27:40 h |
| 3     | RUS  | Andrei Gruzdew     | 1:28:14 h |
| 4     | RUS  | Wadim Tolstopjatow | 1:28:24 h |
| 5     | SWE  | Tomas Löfgren      | 1:28:53 h |
| 6     | FIN  | Staffan Tunis      | 1:29:01 h |

Titelverteidiger:  Eduard Chrennikow

Länge: 24,81 km

Höhenmeter: 325

Posten: 48

Teilnehmer: 69

### Staffel
| Platz | Land | Athleten                                         | Zeit      |
| ----- | ---- | ------------------------------------------------ | --------- |
| 1     | RUS  | Andrei Gruzdew Kirill Wesselow Eduard Chrennikow | 1:45:32 h |
| 2     | SWE  | Peter Arnesson Erik Rost Tomas Löfgren           | 1:49:14 h |
| 3     | SUI  | Christian Hohl Boris Fischer Christian Spörry    | 1:54:03 h |
| 4     | CZE  | Ondrej Vodrazka Jiri Bouchal Jan Lauerman        | 1:54:12 h |
| 5     | FIN  | Jukka Lanki Matti Keskinarkaus Staffan Tunis     | 1:56:03 h |
| 6     | UKR  | Roman Borys Andrij Borys Arsen Zhurawel          | 2:26:02 h |

Titelverteidiger:  Andrei Gruzdew, Ruslan Grizan, Eduard Chrennikow

Länge: 3 Runden à 8,29 km

Höhenmeter: jew. 220

Posten: jew. 19

Teilnehmer: 19 Staffeln

## Damen

### Sprint
| Platz | Land | Athlet           | Zeit      |
| ----- | ---- | ---------------- | --------- |
| 1     | RUS  | Tatjana Wlassowa | 13:01 min |
| 2     | RUS  | Olga Nowikowa    | 13:02 min |
| 3     | FIN  | Liisa Anttila    | 13:04 min |
| 3     | RUS  | Tatjana Koslowa  | 13:04 min |
| 5     | SWE  | Erica Johansson  | 13:08 min |
| 6     | FIN  | Hannele Valkonen | 13:15 min |

Titelverteidigerin:  Stine Hjermstad Kirkevik

Länge: 2,79 km

Höhenmeter: 55

Posten: 14

Teilnehmerinnen: 48

### Mitteldistanz
| Platz | Land | Athlet             | Zeit      |
| ----- | ---- | ------------------ | --------- |
| 1     | RUS  | Tatjana Wlassowa   | 34:47 min |
| 2     | FIN  | Liisa Anttila      | 37:45 min |
| 3     | RUS  | Natjala Tomilowa   | 36:14 min |
| 4     | RUS  | Olga Schewtschenko | 36:15 min |
| 5     | SWE  | Erica Johansson    | 37:01 min |
| 6     | RUS  | Tatjana Koslowa    | 37:10 min |

Titelverteidigerin:  Tatjana Wlassowa

Länge: 7,45 km

Höhenmeter: 220

Posten: 20

Teilnehmerinnen: 49

### Langdistanz
| Platz | Land | Athlet             | Zeit      |
| ----- | ---- | ------------------ | --------- |
| 1     | RUS  | Tatjana Wlassowa   | 57:22 min |
| 2     | FIN  | Hannele Valkonen   | 58:01 min |
| 3     | NOR  | Marte Reenaas      | 58:03 min |
| 4     | RUS  | Olga Schewtschenko | 59:09 min |
| 5     | RUS  | Tatjana Koslowa    | 59:19 min |
| 6     | BUL  | Antonija Grigorowa | 59:28 min |

Titelverteidigerin:  Tatjana Wlassowa

Länge: 13,91 km

Höhenmeter: 205

Posten: 31

Teilnehmerinnen: 49

### Staffel
| Platz | Land | Athleten                                                 | Zeit      |
| ----- | ---- | -------------------------------------------------------- | --------- |
| 1     | RUS  | Olga Schewtschenko Natalja Tomilowa Tatjana Wlassowa     | 1:17:30 h |
| 2     | FIN  | Hannele Valkonen Erja Jokinen Liisa Anttila              | 1:19:53 h |
| 3     | SWE  | Asa Zetterberg-Eriksson Anna Holmgren Erica Johansson    | 1:24:35 h |
| 4     | CZE  | Lenka Hruskova Zuzana Stehnova Hana Hancikova            | 1:31:40 h |
| 5     | LTU  | Ramunė Arlauskienė Jolanta Sulciene Edita Martuseviciute | 1:34:56 h |
| 6     | BUL  | Teodora Maltschewa Ewelina Bombalowa Antonija Grigorowa  | 1:40:34 h |

Titelverteidigerinnen:  Kjersti Reenaas, Marte Reenaas, Stine Hjermstad Kirkevik

Länge: 3 Runden à 5,65 km

Höhenmeter: jew. 145

Posten: jew. 14

Teilnehmer: 12 Staffeln

## Medaillenspiegel
| Platz | Land     | Gold | Silber | Bronze | Gesamt |
| ----- | -------- | ---- | ------ | ------ | ------ |
| 1     | Russland | 8    | 3      | 4      | 15     |
| 2     | Finnland | -    | 4      | 2      | 6      |
| 3     | Schweden | -    | 1      | 1      | 2      |
| 4     | Norwegen | -    | -      | 1      | 1      |
| 4     | Schweiz  | -    | -      | 1      | 1      |

## Erfolgreichste Teilnehmer
| Platz | Athlet/in         | Gold | Silber | Bronze | Gesamt |
| ----- | ----------------- | ---- | ------ | ------ | ------ |
| 1     | Eduard Chrennikow | 4    | -      | -      | 4      |
| 1     | Tatjana Wlassowa  | 4    | -      | -      | 4      |
| 3     | Kirill Wesselow   | 1    | 1      | 1      | 3      |
| 4     | Andrei Gruzdew    | 1    | -      | 1      | 2      |
| 4     | Natalja Tomilowa  | 1    | -      | 1      | 2      |